# Montemayor del Río (kommunhuvudort)
Montemayor del Río är en kommunhuvudort i Spanien.   Den ligger i provinsen Provincia de Salamanca och regionen Kastilien och Leon, i den centrala delen av landet, 190 km väster om huvudstaden Madrid. Montemayor del Río ligger 659 meter över havet och antalet invånare är 334.
Terrängen runt Montemayor del Río är kuperad. Runt Montemayor del Río är det ganska glesbefolkat, med 43 invånare per kvadratkilometer. Närmaste större samhälle är Béjar, 11,8 km öster om Montemayor del Río. 